# Obnoxiuz
Obnoxiuz, ibland OBX, är artistnamn för Håkan Yngwe, en rappare, producent och låtskrivare född 26 maj 1979 i Göteborg. Han skrev kontrakt med skivbolaget Illizit Muzik år 2005 och släppte debutalbumet Channel X.
Mellan 1997 och 2001 medverkade han i gruppen The Four Sourcez tillsammans med bland andra rapparna GTICY och Mofo. Under åren 2003–2004 var han medlem i gruppen Loose Cannons och uppträdde med dessa under Roskilde Festivalen 2003. Samma år uppträdde han tillsammans med Rico Won på Peace & Love och två år senare (2005) spelade duon på Hultsfredsfestivalen.
I juli 2012 släppte han sitt tredje album På väg ut.

## Diskografi
- 2003 - Twelve Inches of Illness - 12" Singel
- 2005 - Channel X - Album
- 2007 - Post-Traumatic Symtoms feat. Jabs - Mixtape
- 2010 - Mellan gott & ont - Album
- 2012 - På väg ut - Album
- 2012 - Your Long Lost Son (Rare Collection 2000–2010) - Album
- 2015 - Lugn Storebror Feat. Ayla Shatz - Singel (Del av #singelmarathon16)
- 2016 - The Season Premiere Feat. Henry Bowers - Singel (Del av #singelmarathon16)
- 2016 - Fördummande Fördömande (Innehåller även bonustracket "Älska Idag" Feat. Akin Jensen) - Singel (Del av #singelmarathon16)
- 2016 - Now You Know - Singel (Del av #singelmarathon16)
- 2016 - Kanske Dags Att Tänka Om? - Singel (Del av #singelmarathon16)
- 2016 - Hippiesvammel EP Feat. Akin Jensen, Djewid, Giz Lee & Loopaddict - EP